# Пряхин, Александр Иванович
Александр Иванович Пряхин (род. 1 мая 1949, Кохма, Ивановская область) — Герой Социалистического Труда.

## Биография
Родился 1 мая 1949 года в городе Кохме. Русский.
С 1965 года работал шлифовщиком на Ивановском заводе расточных станков. В 1980 году возглавил бригаду шлифовщиков, где распределение заработной платы проводилось по коэффициенту трудового участия, в 1982 году — комплексную бригаду станочников, в которой более половины специалистов трудились с личным клеймом. Заочно окончил Ивановский энергетический институт.
В 1985 году Указом Президиума Верховного Совета СССР А. И. Пряхину присвоено звание Героя Социалистического Труда. Награждён 2 орденами Ленина, орденом Трудового Красного Знамени, медалями.
В конце 1980-х три года был освобождённым заместителем секретаря парткома завода. Затем вернулся в цех, где вновь прошёл путь от рядового станочника до бригадира. В 1996 году, после смены руководства предприятия, был вынужден уйти завода. Ещё 16 лет, из них три года после выхода на пенсию, работал в частной компании по ремонту автотехники. В настоящее время на пенсии.

## Политическая деятельность
Активно участвовал в общественной жизни. Избирался депутатом городского Совета народных депутатов, членом горкома партии, делегатом XXVI съезда КПСС. Член политической партии «Справедливая Россия». В 2010 и 2015 годах участвовал в выборах в Ивановскую городскую думу.

## Награды
- Медаль «Серп и Молот»